# Lesioni di Olney
Le lesioni di Olney o neurotossicità da antagonisti del recettore NMDA (o NAN, dall'inglese NMDA receptor Antagonist Neurotoxicity) sono una forma di danno neuronale provocata dall'antagonismo competitivo di alcuni composti chimici con il recettore glutamatergico NMDA.

## Principali composti
La neurotossicità da antagonisti del recettore NMDA venne per la prima volta segnalata da John Onley nel 1989, che descrisse la lisi mitocondriale (e successiva vacuolizzazione cellulare) dei neuroni della corteccia retro-spleniale e del cingolo posteriore dopo somministrazione di antagonisti NMDA quali la fenciclidina (PCP o polvere d'angelo). Lesioni analoghe possono essere provocate da tutti i composti in grado di antagonizzare i recettori NMDA, tra cui la dizocilpina (MK-801), la ketamina e la tiletamina. La PCP e la MK-801 sono i composti che più frequentemente possono provocare la vacuolizzazione neuronale. Ulteriori studi su cavia operati dal ricercatore Roland N. Auer, hanno dimostrato una maggiore tossicità nei ratti più anziani e di sesso femminile.

## Prevenzione
Alcuni antagonisti dei recettori NMDA, quali la ketamina, sono utilizzati in medicina e veterinaria per indurre anestesia. Tuttavia è stato dimostrato che l'utilizzo di farmaci quali gabaergici (benzodiazepine e barbiturici), largamente impiegati in anestesia, siano in grado di prevenire la NAN. 
Altri farmaci protettivi sono gli anticolinergici e gli agonisti del recettore alfa-2 adrenergico, quali la clonidina. 
In letteratura sono inoltre riportati gli effetti neuroprotettivi degli agonisti serotoninergici quali LSD e psilocibina nei confronti degli antagonisti NMDA.